# La Tuna, Badiraguato
La Tuna är en ort i Mexiko.   Den ligger i kommunen Badiraguato och delstaten Sinaloa, i den västra delen av landet, 1 100 km nordväst om huvudstaden Mexico City. La Tuna ligger 1 002 meter över havet och antalet invånare är 105.
Terrängen runt La Tuna är bergig österut, men västerut är den kuperad. Runt La Tuna är det mycket glesbefolkat, med 6 invånare per kvadratkilometer. Närmaste större samhälle är Mesa del Durazno, 19,2 km öster om La Tuna. I omgivningarna runt La Tuna växer i huvudsak blandskog.